# 런던 예술대학교
런던 예술대학교 (University of the Arts London, UAL)는 영국 런던에 있는 총 6개의 명문 예술대학이 구성하고 있는 종합 예술대학이다. 또한 이 대학은 유럽에서 가장 큰 종합 예술대학이다.
2020년 QS 전세계 대학 평가에서 아트&디자인 (Art & Design) 분야 대학 중 세계 2위를 달성하였다.
| 런던 예술대학교의 6개 대학                                                                           | 설립일 |
| --- | ------ |
| 캠버웰 칼리지 오브 아츠 (Camberwell College of Arts)                                                 | 1898   |
| 센트럴 세인트 마틴스 칼리지 오브 아츠 앤드 디자인 (Central Saint Martins College of Arts and Design) | 1854   |
| 첼시 칼리지 오브 아츠 (Chelsea College of Arts)                                                      | 1895   |
| 런던 칼리지 오브 커뮤니케이션 (London College of Communication)                                      | 1894   |
| 런던 칼리지 오브 패션 (London College of Fashion)                                                    | 1906   |
| 윔블던 칼리지 오브 아트 (Wimbledon College of Art)                                                   | 1890   |

## 동문
주요 유명 동문으로는 키코 코스타디노브, 알렉산더 매퀸, 폴 스미스 (패션 디자이너), 톰 하디, 콜린 퍼스, 제임스 다이슨, 존 갈리아노, 스텔라 매카트니 등이 있다.

## 평가
2020년 QS 전세계 대학 평가에서 아트&디자인 (Art & Design) 분야 대학 중 세계 2위를 달성하였다.
2019년 QS 전세계 대학 평가에서 아트&디자인 (Art & Design) 분야 대학 중 전년보다 6위가 오른 세계 2위를 달성하였다.
2018년 QS 전세계 대학 평가에서 아트&디자인 (Art & Design) 분야 대학 중 세계 8위를 달성하였다.
터너상 (테이트 브리튼이 한 해 동안 가장 주목할 만한 전시나 미술활동을 보여준 50세 미술가 에게 수여되는 대표적인 현대미술상)의 역대 수상자의 절반 이상이 UAL 출신이다.

## 학생
대략 19,000명의 학생이 재학 중이며, 130여개의 국가에서 온 국제 학생들도 다수 재학중이다.

## 시설
학교는 총 6개의 대학으로 구성되어 있으며, 각 대학 캠퍼스들은 모두 영국 런던의 시내 중심에 위치해 있다.

## 역사
1986년 총 5개의 예술대학 (캠버웰 칼리지 오브 아츠 (Camberwell College of Arts), 센트럴 세인트 마틴스 칼리지 오브 아츠 앤드 디자인 (Central Saint Martins College of Arts and Design), 첼시 칼리지 오브 아트 앤드 디자인 (Chelsea College of Art and Design), 런던 칼리지 오브 커뮤니케이션 (London College of Communication) 그리고 런던 칼리지 오브 패션 (London College of Fashion))으로 구성되어 설립된 런던 인스티튜트 (London Institute)가 2004년 런던 예술대학교 (University of the Arts London) 명칭을 바꾸면서 현재의 런던 예술대학이 되었다. 이후 2006년 윔블던 칼리지 오브 아트 (Wimbledon College of Art)가 런던 예술대학에 합류하여, 현재 총 6개의 칼리지로 구성되어 있다.